# (79316) Huangshan
(79316) Huangshan est un astéroïde de la ceinture principale, de la famille de Hungaria.

## Description
(79316) Huangshan est un astéroïde de la ceinture principale, de la famille de Hungaria. Il est caractérisé par un demi-grand axe de 1,94 UA, une excentricité de 0,06 et une inclinaison de 19,7° par rapport à l'écliptique.

## Compléments